# جایزه بزرگ امیلیا رومانیا ۲۰۲۱
جایزه بزرگ ایمولا ۲۰۲۱ (به انگلیسی: 2021 Emilia Romagna Grand Prix، به ایتالیایی: Gran Premio dell'Emilia-Romagna 2021؛ نام رسمی:فرمول یک پیرلی امیلیا رومانیا گرندپریکس)یک جایزه بزرک فرمول یک است که در پیست اتومبیل‌رانی انزو دینو فراری برگزار شد.

## زمینه

### ورودی
رانندگان و تیم‌ها همان رانندگان و تیم‌هایی بودند که در ورودی مسابقات ثبت شده بودند.

### تایرها
پیرلی تایرهای C۲، C۳ و C۴ را برای این مسابقه انتخاب کرد.

## تمرین‌ها

### تمرین اول
تمرین اول در هوای صاف برگزار شد. در این تمرین افراد بسیاری از پیست خارج شدند که از بین آنها نیکیتا مازپین، سرجیو پرز و استابان اوکون دچار حادثه شدند و نتوانستند تمرین را ادامه دهند.
| رده   | نام راننده    | زمان     | تیم       |
| ----- | ------------- | -------- | --------- |
| ۱     | والتری بوتاس  | ۱:۱۶٫۵۶۴ | مرسدس     |
| ۲     | لوییس همیلتون | +۰٫۰۴۱   | مرسدس     |
| ۳     | مکس ورشتپن    | +۰٫۰۵۸   | ردبول     |
| ۴     | چارلز لکرک    | +۰٫۲۳۲   | فراری     |
| ۵     | پیر گسلی      | +۰٫۳۲۴   | آلفاتاوری |
| منبع: |               |          |           |

### تمرین دوم
در تمرین دوم مکس ورشتپن دچار خرابی گیربکس شد و چارلز لکلرک به دیواره پیست برخورد کرد.
| رده   | نام راننده    | زمان     | تیم       |
| ----- | ------------- | -------- | --------- |
| ۱     | والتری بوتاس  | ۱:۱۵٫۵۵۲ | مرسدس     |
| ۲     | لوییس همیلتون | +۰٫۰۱۰   | مرسدس     |
| ۳     | پیر گسلی      | +۰٫۰۷۸   | آلفاتاوری |
| ۴     | کارلوس ساینز  | +۰٫۲۸۳   | فراری     |
| ۵     | چارلز لکرک    | +۰٫۸۲۰   | فراری     |
| منبع: |               |          |           |

### تمرین سوم
در تمرین سوم مکس ورشتپن از تیم ردبول توانست اول شود.
| رده   | نام راننده    | زمان     | تیم    |
| ----- | ------------- | -------- | ------ |
| ۱     | مکس ورشتپن    | ۱:۱۴٫۹۵۸ | ردبول  |
| ۲     | لندو نوریس    | +۰٫۴۵۶   | مک‌لارن |
| ۳     | لوییس همیلتون | +۰٫۵۵۷   | مرسدس  |
| ۴     | سرجیو پرز     | +۰٫۵۹۳   | ردبول  |
| ۵     | چارلز لکرک    | +۰٫۷۸۰   | فراری  |
| منبع: |               |          |        |

## تعیین خط
در مرحله تعیین خط، یوکی سونودا قبل از اینکه زمانی ثبت کند به دیوار برخورد کرد و باعث اعمال پرچم قرمز شد.

### نتایج تعیین خط
| تیم          | زمان             | زمان             | زمان              | شماره          | راننده        | رتبه |
| تیم          | Q3               | Q2               | Q1                | شماره          | راننده        | رتبه |
| ------------ | ---------------- | ---------------- | ----------------- | -------------- | ------------- | ---- |
| مرسدس        | ۱:۱۴٫۴۱۱         | ۱:۱۴٫۸۱۷         | ۱:۱۴٫۸۲۳          | ۴۴             | لوییس همیلتون | ۱    |
| ردبول        | ۱:۱۴٫۴۴۶         | ۱:۱۴٫۷۱۶         | ۱:۱۵٫۳۹۵          | ۱۱             | سرجیو پرز     | ۲    |
| ردبول        | ۱:۱۴٫۴۹۸         | ۱:۱۴٫۸۸۴         | ۱:۱۵٫۱۰۹          | ۳۳             | مکس ورشتپن    | ۳    |
| فراری        | ۱:۱۴٫۷۴۰         | ۱:۱۴٫۸۰۸         | ۱:۱۵٫۴۱۳          | ۱۶             | چارلز لکرک    | ۴    |
| آلفاتاوری    | ۱:۱۴٫۷۹۰         | ۱:۱۴٫۹۲۷         | ۱:۱۵٫۵۴۸          | ۱۰             | پیر گسلی      | ۵    |
| مک‌لارن       | ۱:۱۴٫۸۲۶         | ۱:۱۵٫۰۳۳         | ۱:۱۵٫۶۶۹          | ۳              | دنیل ریکاردو  | ۶    |
| مک‌لارن       | ۱:۱۴٫۸۷۵         | ۱:۱۴٫۷۱۸         | ۱:۱۵٫۰۰۹          | ۴              | لندو نوریس    | ۷    |
| مرسدس        | ۱:۱۴٫۸۹۸         | ۱:۱۴٫۹۰۵         | ۱:۱۴٫۶۷۲          | ۷۷             | والتری بوتاس  | ۸    |
| آلپاین       | ۱:۱۵٫۲۱۰         | ۱:۱۵٫۱۱۷         | ۱:۱۵٫۳۸۵          | ۳۱             | استبان اوکون  | ۹    |
| استون مارتین |                  | ۱:۱۵٫۱۳۸         | ۱:۱۵٫۵۲۲          | ۱۸             | لانس استرول   | ۱۰   |
| فراری        | ۱:۱۵٫۱۹۹         | ۱:۱۵٫۴۰۶         | ۵۵                | کارلوس ساینز   | ۱۱            |      |
| ویلیامز      | ۱:۱۵٫۲۶۱         | ۱:۱۵٫۸۲۶         | ۶۳                | جورج راسل      | ۱۲            |      |
| استون مارتین | ۱:۱۵٫۳۹۴         | ۱:۱۵٫۴۵۹         | ۵                 | سباستین فتل    | ۱۳            |      |
| ویلیامز      | ۱:۱۵٫۵۹۳         | ۱:۱۵٫۶۵۳         | ۶                 | نیکلاس لطیفی   | ۱۴            |      |
| آلپاین       | ۱:۱۵٫۵۹۳         | ۱:۱۵٫۸۳۲         | ۱۴                | فرناندو آلونسو | ۱۵            |      |
| آلفارومئو    |                  |                  | ۱:۱۵٫۹۷۴          | ۷              | کیمی رایکونن  | ۱۶   |
| آلفارومئو    | ۱:۱۶٫۱۲۲         | ۹۹               | آنتونیو جیووناتزی | ۱۷             |               |      |
| هاس          | ۱:۱۶٫۲۷۹         | ۴۷               | میک شوماخر        | ۱۸             |               |      |
| هاس          | ۱:۱۶٫۷۹۷         | ۹                | نیکیتا مازپین     | ۱۹             |               |      |
| آلفاتاوری    | زمانی ثبت نکرده. | زمانی ثبت نکرده. | زمانی ثبت نکرده.  | ۲۲             | یوکی سونودا   | ۲۰   |
| منابع:       |                  |                  |                   |                |               |      |

## مسابقه
در مسابقه ایمولا ۲۰۲۱ باران آمد که در طول پرچم قرمز خشک شد.

### نتایج مسابقه
| تیم                                                   | زمان             | شماره | راننده            | رده |
| ----------------------------------------------------- | ---------------- | ----- | ----------------- | --- |
| ردبول                                                 | ۲:۲:۳۴٫۵۹۸       | ۳۳    | مکس ورشتپن        | ۱   |
| مرسدس                                                 | +۲۲٫۰۰۰          | ۴۴    | لوییس همیلتون     | ۲   |
| مک‌لارن                                                | +۲۳٫۷۰۲          | ۴     | لندو نوریس        | ۳   |
| فراری                                                 | +25.579          | ۱۶    | چارلز لکرک        | ۴   |
| فراری                                                 | +27.036          | ۵۵    | کارلوس ساینز      | ۵   |
| مک‌لارن                                                | +51.220          | ۳     | دنیل ریکاردو      | ۶   |
| آلفاتاوری                                             | +52.818          | ۱۰    | پیر گسلی          | ۷   |
| استون مارتین                                          | +56.909          | ۱۸    | لانس استرول       | ۸   |
| آلپاین                                                | +65.704          | ۳۱    | استبان اوکون      | ۹   |
| آلپاین                                                | +66.561          | ۱۴    | فرناندو آلونسو    | ۱۰  |
| ردبول                                                 | +67.151          | ۱۱    | سرجیو پرز         | ۱۱  |
| آلفاتاوری                                             | +73.184          | ۲۲    | یوکی سونودا       | ۱۲  |
| آلفارومئو                                             | +94.773          | ۷     | کیمی رایکونن      | ۱۳  |
| آلفارومئو                                             | +۱ دور           | ۹۹    | آنتونیو جیووناتزی | ۱۴  |
| استون مارتین                                          | ‎به پایان نرسانده | ‎۵     | سباستین فتل       | ‎ب.  |
| هاس                                                   | +2 دور           | ۴۸    | میک شوماخر        | ۱۶  |
| هاس                                                   | +2 دور           | ۹     | نیکیتا مازپین     | ۱۷  |
| مرسدس                                                 | ‎به پایان نرسانده | ‎۷۷    | والتری بوتاس      | ‎ب.  |
| ویلیامز                                               | ‎به پایان نرسانده | ‎۶۳    | جورج راسل         | ‎ب.  |
| ویلیامز                                               | ‎به پایان نرسانده | ‎۶     | نیکلاس لطیفی      | ‎ب.  |
| سریع‌ترین دور: لوییس همیلتون (مرسدس) 1:16.702 (دور 60) |                  |       |                   |     |
| منابع:                                                |                  |       |                   |     |

1. 1 2 3 4  فاصله‌ها به ثانیه‌اند.